# Ixelles

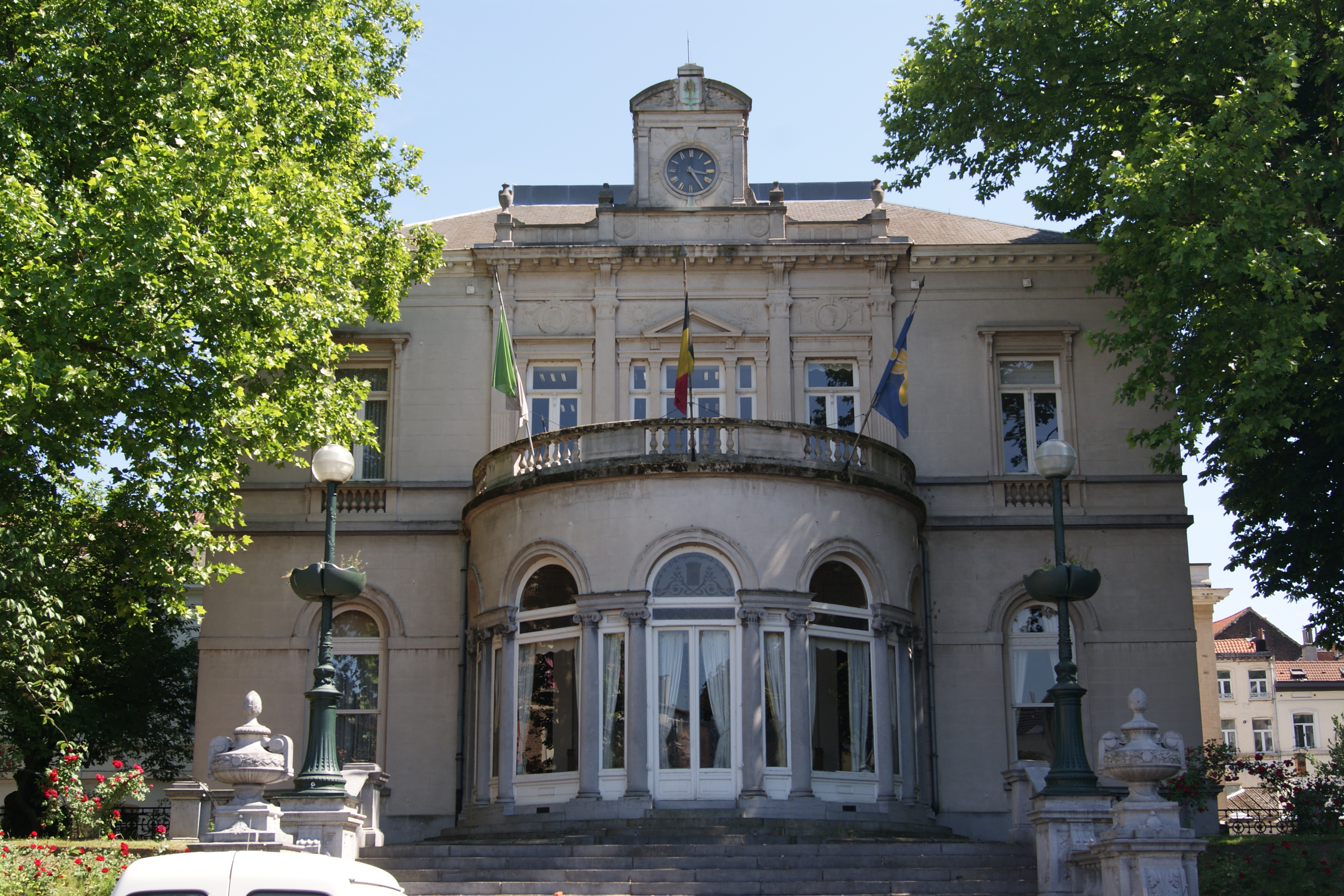
Stadshuset i Ixelles.

Ixelles [iksɛl] (franska) eller Elsene (fil) [ˈɛlsənə] (nederländska) är en av de 19 kommunerna i huvudstadsregionen Bryssel i Belgien. Ixelles gränsar till kommunen Bryssel i söder-sydost och är helt sammanvuxen med Bryssels innerstad. Den har cirka 87 632 invånare (2020). Ixelles, som ligger nära såväl innerstaden som EU-kvarteren i östra Bryssel, har en relativt hög andel icke-belgiska EU-medborgare bland sina invånare.
Kommunen innehåller områden av bebyggelse- och invånarmässigt olika karaktär. Étangs d'Ixelles med sina dammar och grönområden utgör ett vackert område med jugendhus och ambassadörsresidens, och här finns några av Brysselområdets dyrare bostadskvarter. En annan del, Matonge, döpt efter en marknadsplats i Kinshasa i Kongo-Kinshasa, är dominerad av invandrare av afrikanskt ursprung och karaktäriseras av mycket låg medelinkomst och delvis förfallna hus.
I den yttre, sydöstra delen av Ixelles har de två universiteten Université Libre de Bruxelles (ULB) och Vrije Universiteit Brussel (VUB) sina campus. Här finns också Cimetière d'Ixelles, en av de mera kända kyrkogårdarna i Brysselområdet.
En av Europaskolorna i Brysselområdet ligger i Ixelles.
Skådespelerskan Audrey Hepburn föddes i Ixelles.